# Aguaruna

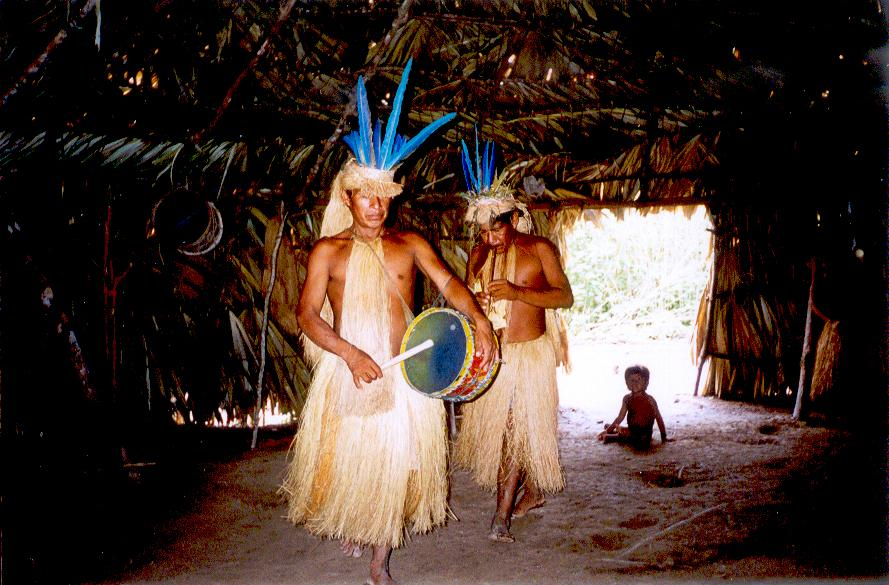
Aguaruna im Departamento Amazonas, Peru

Die Awajún oder Aguaruna sind eine Ethnie in Südamerika, die im nördlichen Regenwaldgebiet Perus bis an die Grenze zu Ecuador wohnen.

## Siedlungsgebiet
Die Aguaruna sind kulturell und sprachlich mit den Shuar (Jívaro) in Ecuador eng verwandt. Das traditionelle Siedlungsgebiet der Aguaruna ist das Gebiet des Flusses Marañón. Sie sind derzeit Eigentümer kommunaler Landtitel in vier peruanischen Departements: Amazonas, Cajamarca, Loreto und San Martín. Nach der peruanischen Volkszählung von 1993 zählten sie 45.137 Angehörige.

## Sprache
Die Sprache der Aguaruna gehört zu den Jívaro-Sprachen und ist mit der Huambisa-Sprache am nächsten verwandt. Obwohl viele Aguaruna auch Spanisch sprechen, gibt es bisher keinerlei Tendenzen eines Sprachverlusts. Die Kinder lernen Lesen und Schreiben in der Sprache ihres Volkes an eigenen Schulen der Aguaruna. Laut SIL International sollen die meisten Aguaruna in ihrer Sprache lesen und schreiben können und dies auch für Handelszwecke untereinander praktizieren.

## Materielle Kultur
Die Ortschaften der Aguaruna (yáakat) werden ohne Straßen und Plätze in traditioneller Bauweise aus Holz (Bambus) und weiterem Pflanzenmaterial errichtet, meist entlang eines Flusses.
Neben der Fischerei, Jagd und dem Sammeln von Wildpflanzen leben die Aguaruna vom Wanderfeldbau. In letzter Zeit werden zur Vermarktung auch Reis, Kaffee, Kakao und Bananen angebaut. Auch eigene traditionelle Heilpflanzen werden vermarktet.
Männliche Handwerke sind Seil- und Textilfertigung einschließlich des Federschmucks, Korbflechterei und Kanubau, während Frauen u. a. für Töpferei und Schmuckfertigung zuständig sind. Die mit der Töpferei verbundenen Tätigkeiten und Fertigkeiten wurden 2021 in die UNESCO-Liste des immateriellen Kulturerbes der Menschheit aufgenommen.
In kommunaler Arbeit (ipáámu) werden z. B. Häuser junger Paare, Pflege der Äcker wie bisweilen auch die Aussaat von Maniok und Erdnuss vorgenommen.

## Geschichte
Trotz wiederholter Versuche der Inkas unter Huayna Cápac und Tupac Inca Yupanqui gelang es diesen nie, die Aguaruna zu unterwerfen.
Die Spanier begannen die Conquista der Aguaruna 1549 mit der Gründung der Orte Jaén de Bracamoros und Santa Maria de Nieva. Bereits fünfzig Jahre später gelang es den Aguaruna, die Spanier für die nächsten Jahrhunderte zu vertreiben. Die erneute Kolonialisierung begann erst wieder in der Zeit der Republik Peru mit der Ansiedlung von Bauern in Borja 1865. Jegliche Versuche der Dominikaner und Jesuiten, die Aguaruna zu missionieren, schlugen fehl. Dagegen ist es seit den 1950er Jahren den aus den USA kommenden evangelikalen, mit dem Linguistischen Sommerinstitut assoziierten Missionaren gelungen, einen Teil der Aguaruna zu christianisieren.

## Religion
Zu den wichtigsten Gottheiten der Religion der Aguaruna gehören die Sonne (Etsa), die Mutter Erde (Núgkui; vgl. auch Pachamama), Wasser- bzw. Flussgeister (Tsúgki) und schließlich der Vater der Schamanen (Bikut) der sich in verschiedene halluzinogene Pflanzen verwandelt, welche in Verbindung mit der Ayahuasca (Quechua: „Liane der Toten“) die Kommunikation mit höheren Welten ermöglichen.
Wie die Shuar waren auch die Aguaruna früher für ihre Schrumpfköpfe (tsantsa) bekannt.

## Jüngste Geschichte
Seit Mitte des 20. Jahrhunderts sind die Aguaruna durch Kolonialisierung, damit verbundenen Straßenbau sowie geplante Erdölförderung bedroht. Flankiert wird dies durch die Missionsaktivitäten des Linguistischen Sommerinstituts. Anders als vielen anderen Ethnien ist es den Aguaruna jedoch gelungen, ihre ethnische Identität zu bewahren und sich politisch zu organisieren. Insgesamt 12 politische Verbände wurden seitdem von Aguaruna gegründet, darunter Organización Central de Comunidades Aguarunas del Alto Marañón OCCAAM (gegründet 1975), Consejo Aguaruna y Huambisa CAH (seit 1977, gemeinsam mit den nahe verwandten Huambisa). Die Aguaruna spielten auch eine hervorgehobene Rolle bei der Gründung des internationalen „Koordinationsrats der Indigenen Organisationen Amazoniens“ (COICA), der Indigene aus allen Staaten Amazoniens vertritt. Der Aguaruna Evaristo Nugkuag Ikanan war mehrere Jahre Vorsitzender des COICA.
Mitte der 1990er Jahre gelang es den Aguaruna, einen neuen Vertrag mit dem USA-Pharmakonzern G. D. Searle & Company und Ethnobotanikern der Washington University auszuhandeln, nachdem ein vorheriger Vertrag darauf hinausgelaufen war, dass Searle das traditionelle Wissen der Aguaruna ohne angemessene Gegenleistungen ausgenutzt hätte. Der neue Vertrag beinhaltete eine s. g. „Know-how-Lizenz“, wobei der Konzern gegen Lizenzgebühren das Wissen nutzen durfte, die Aguaruna aber trotzdem die  intellektuellen Eigentumsrechte behielten.